# 2017년 건축
다음은 건축 분야의 2017년이다. 2017년에 완공된 주요 건축물, 건축 관련 이벤트, 그리고 건축인을 수록한다.

## 건축물
- 1월 29일 - 이란 테헤란의 플라스코 빌딩이 화재로 붕괴
- 4월 3일 - 대한민국 서울의 롯데월드타워 (555m) 개장
- 4월 중 - 인천국제공항 제2터미널 예정

## 이벤트
수상
- 2017년 프리츠커상 - 라파엘 아란다, 카르메 피젬, 라몬 빌랄타 / RCR 아르퀴테크테스

전시 및 박람회
- 제23회 서울리빙디자인페어 : 3월 8일 ~ 3월 12일, 서울특별시 강남구 코엑스

## 건축인
사망